# Reconocimientos Arcoíris
Los Reconocimientos Arcoíris son unos premios otorgados por el Ministerio de Igualdad de España y la Dirección General de Diversidad Sexual y Derechos LGTBI. Fueron instaurados en 2021, coincidiendo con el Día Internacional del Orgullo LGBTI, y se entregan a personas y entidades destacadas en la visibilización, apoyo y defensa de los derechos de las personas LGTBI.
El premio que se entrega ha sido diseñado por el escultor Juanjo Villar.

## Ediciones

### 1.º Reconocimientos Arcoíris
El lunes 28 de junio de 2021, Día Internacional del Orgullo LGBTI, tuvo lugar el acto de entrega de los 1.º Reconocimientos Arcoíris en los jardines de la Residencia de Estudiantes de Madrid.
El acto, fue presentado por el periodista, guionista y escritor, Paco Tomás y contó con las intervenciones de la ministra de Igualdad, Irene Montero y la directora General de Diversidad Sexual y Derechos LGTBI, Boti García Rodrigo.
Las personas o entidades premiadas fueron:
| Categoría | Persona o entidad premiada |
| --- | --- |
| Reconocimiento de buenas prácticas de inclusión de la diversidad sexual y de género en el ámbito educativo.                          | Rede Educativa de Apoio LGBTIQ+ de Galicia. Entidad formada por profesorado que trabaja la diversidad sexogenérica en el sistema educativo. Recoge el reconocimiento su presidenta, Ana Ojea Alonso      |
| Reconocimiento al activismo nacional por los derechos LGTBI.                                                                         | Fundación 26 de Diciembre. Entidad que trabaja con y por las personas mayores LGTBIQ+. Recoge el reconocimiento su presidente, Federico Armenteros                                                       |
| Reconocimiento al activismo internacional por los derechos LGTBI.                                                                    | TransGender Europe. Entidad que trabaja por los derechos y el bienestar de las personas trans en Europa y Asia Central. Recoge el reconocimiento su responsable de políticas de salud, Leo Mulió Álvarez |
| Reconocimiento a la visibilidad LGTBI en el mundo del deporte.                                                                       | Gema Hassen-Bey |
| Reconocimiento a la visibilidad LGTBI en el ámbito de la comunicación.                                                               | Roberto Enríquez Higueras (Bob Pop) |
| Reconocimiento a la visibilidad trans en el ámbito de la cultura.                                                                    | Serie Veneno, recogieron el reconocimiento los creadores de la serie, Javier Calvo y Javier Ambrossi, y la autora del libro en el que se inspiró la serie, Valeria Vegas                                 |
| Reconocimiento institucional a la comisaria Europea de Igualdad, impulsora de la Estrategia LGTBIQ 2020-2025 de la Comisión Europea. | Helena Dalli |

### 2.º Reconocimientos Arcoíris
El lunes 27 de junio de 2022, víspera del 28 de junio, Día Internacional del Orgullo LGBTI, tuvo lugar el acto de entrega de los 2.º Reconocimientos Arcoíris en los jardines de la Residencia de Estudiantes de Madrid.
El acto fue conducido por el presentador Jordi Cruz, conocido por programas como Club Disney o Art Attack, y contó con las intervenciones de la ministra de Igualdad, Irene Montero; y la directora General de Diversidad Sexual y Derechos LGTBI, Boti García Rodrigo; además de las actuaciones musicales de Rodrigo Cuevas y Noelia Heredia "La Negri", dos referentes LGTBI en el mundo de la música.
Las personas o entidades premiadas fueron:
| Persona o entidad premiada | Motivo |
| --- | --- |
| Jesús Martín Blanco. Director general de Discapacidad. Hombre gay con discapacidad que ha hecho activismo LGTBI desde el ámbito de la discapacidad. | Por la visibilización de la discapacidad dentro del colectivo LGTBI. |
| Pedro Almodóvar | Por su contribución, a lo largo de toda su carrera, a la visibilidad de la diversidad LGTBI desde la positividad y el protagonismo durante más de 40 años. |
| Abril Zamora. Actriz, guionista y directora, autora de la serie Todo lo otro.                                                                       | Por la visibilidad trans dentro del mundo de la televisión, el cine y el teatro. |
| Amal y Ebtisam. Nacidas en Arabia Saudí y pareja refugiada en España.                                                                               | Por la defensa de su derecho a la libertad, aun poniendo en riesgo sus vidas, y los derechos de todas las mujeres y las personas LGTBI en el mundo árabe. |
| Rodrigo Cuevas, cantante folclórico-queer | Por su visibilización de la diversidad sexual y de la libre expresión de género recuperando espacios tradicionales como el de la música folk. |
| Paco Tomás. Presentador de “Wisteria Lane”, programa LGTBI decano de la radio, que lleva más de 10 años en Radio 5 de RNE.                          | Por la defensa de los derechos de las minorías sexuales a través de los medios de comunicación y la literatura. Por su imprescindible obra Nosotrxs somos, en la que se repasa la historia del activismo LGTBI en España. |
| Irantzu Varela. Periodista y humorista. | Por su visibilidad lésbica en el mundo de la comunicación y por su férrea defensa de los derechos de las personas trans siempre desde una mirada feminista. |
| Samantha Hudson. Artista, cantante y actriz. | Por su capacidad crítica para remover conciencias, criticar las posturas agresivas y penalizadoras de la diversidad sexual y aportar un referente de libertad y fortaleza a toda la juventud que no se siente reflejada en la normatividad sexual. |
| Carolina Iglesias. Presentadora, guionista y cómica.                                                                                                | Por la visibilidad bisexual desde el ámbito de la comunicación, siempre usando el humor como la mejor herramienta, a través del podcast "Estirando el chicle". |
| Nerea Pérez de las Heras. Periodista y humorista.                                                                                                   | Por la visibilidad del feminismo lésbico y transincluyente en un ámbito tan masculinizado como el de la comedia y los monólogos. |
| Charo Alises. Abogada y doctora en ciencias de la comunicación.                                                                                     | Por su infatigable dedicación a los derechos humanos y especialmente de las personas LGTBI, tanto desde su activismo como desde la redacción de guías sobre delitos de odio o violencia intragénero, la formación de cuerpos y fuerzas de seguridad, de personal jurídico o la puesta en marcha de un servicio de atención a víctimas de delitos de odio. |

### 3.º Reconocimientos Arcoíris
El martes 27 de junio de 2023 tuvo lugar el acto de entrega de los 3.º Reconocimientos Arcoíris en el Real Jardín Botánico de Madrid.
El acto fue conducido por Carolina Yuste, actriz ganadora de un Premio Goya por su interpretación en la película Carmen y Lola. El acto contó con las intervenciones de la ministra de Igualdad, Irene Montero; la secretaria de Estado de Igualdad, Ángela Rodríguez, y la directora General de Diversidad Sexual y Derechos LGTBI, Boti García Rodrigo.
Las personas o entidades premiadas fueron:
| Persona o entidad premiada                                                          | Motivo |
| ----------------------------------------------------------------------------------- | --- |
| Trànsit, servicio del Instituto Catalán de la Salud, de la Generalidad de Cataluña. | Por ser, desde hace más de diez años, la referencia en atención y acompañamiento a las personas trans desde una perspectiva de la despatologización, la autodeterminación y la propia selección de los itinerarios escogidos. |
| Camino Baró, activista intersexual.                                                 | Por conseguir dar visibilidad a las realidades intersex desde la exposición personal y un marcado carácter pedagógico. |
| Olympe Abogados                                                                     | Por su activismo por los derechos LGTBI desde el ámbito jurídico, especialmente durante el proceso de desarrollo de la Ley Trans y LGTBI.                                                                                     |
| Nando López, escritor.                                                              | Por difundir la realidad y los derechos de las personas LGTBI adolescentes a través de una amplia obra que abarca la novela, el teatro y las series de televisión.                                                            |
| Alana Portero, escritora y directora escénica.                                      | Por la excelencia con la que da visibilidad a las mujeres trans en todo su trabajo y muy específicamente en su novela La mala costumbre.                                                                                      |
| Ander Puig, actor.                                                                  | Por la visibilización de las realidades transmasculinas en el mundo del audiovisual enfocado fundamentalmente al público joven.                                                                                               |
| Maldito Bollodrama, podcast.                                                        | Por la visibilización de las mujeres lesbianas en el ámbito de la comunicación y su encendida defensa de la Ley Trans y LGTBI.                                                                                                |
| Patricia Galván, actriz y cómica.                                                   | Por la reivindicación de los derechos de las mujeres lesbianas, gitanas, judías y de otras minorías a través del humor y del teatro.                                                                                          |
| María Peláe, cantautora.                                                            | Por su encendida defensa de la visibilidad de las mujeres lesbianas y bisexuales en el ámbito de la música comercial, en ocasiones con grandes dosis de humor.                                                                |
| Mar Cambrollé, activista LGBTI y presidenta de la Plataforma Trans.                 | Por su colaboración a los derechos trans durante la elaboración de la Ley 4/2023, conocida como Ley Trans y LGTBI. |
| FELGTBI+, Chrysallis y Fundación Triángulo                                          | Por su colaboración a los derechos LGTBI durante la elaboración de la Ley 4/2023, conocida como Ley Trans y LGTBI. |
| José Luis Rodríguez Zapatero, político y expresidente de España                     | Por su histórica labor en el reconocimiento de la igualdad para las personas LGTBI con la modificación del Código Civil que logró que España fuera el tercer país del mundo en la consecución del matrimonio igualitario.     |

### 4.º Reconocimientos Arcoíris
El miércoles 26 de junio de 2024 se celebró la cuarta edición, siendo la primera ceremonia presidida por la ministra de Igualdad Ana Redondo. El evento fue celebrado en los jardines del Museo del Traje de Madrid.
Las personas o entidades premiadas fueron:
| Persona o entidad premiada              | Categoría |
| --------------------------------------- | --- |
| Alba Redondo                            | Reconocimiento a la visibilidad LGTBI en el mundo deportivo                                                                   |
| Karla Sofía Gascón                      | Reconocimiento a la visibilidad LGTBI en el mundo del cine                                                                    |
| Pepón Nieto                             | Reconocimiento a la visibilidad LGTBI en el mundo de la televisión                                                            |
| Nazario Luque                           | Reconocimiento a la trayectoria profesional                                                                                   |
| Rejas Rosas (Fundación 26 de Diciembre) | Reconocimiento al programa de intervención social con población LGTBI                                                         |
| Marina Echebarría                       | Reconocimiento al activismo LGTBI y trans                                                                                     |
| Librería Berkana                        | Reconocimiento a la visibilidad LGTBI en el ámbito cultural por la promoción de la literatura y el ensayo LGTBI               |
| Revista Shangay                         | Reconocimiento a la visibilidad LGTBI en el ámbito de los medios de comunicación                                              |
| Google                                  | Reconocimiento al apoyo a la creación de espacios de seguridad y pertenencia para las personas LGTBI en el ámbito empresarial |
| Demetrio Gómez                          | Reconocimiento al activismo LGTBI interseccional                                                                              |